# Parulidae
Famille
Les Parulines ou Parulidés sont une famille de passereaux constituée de 18 genres et 119 espèces.

## Description
Ce sont de petits passereaux très fréquents, du continent américain (zone néarctique et zone néotropicale), à l'allure de fauvettes (bien que phylogénétiquement éloignés des sylviidés), d'où leur autre nom de « Parulines » ou  « Fauvettes du nouveau monde». 

## Position systématique
La taxinomie de la famille est fortement remaniée à la suite des travaux de Lovette et al. (2010). Ces changements sont répercutés dans la version 2.11 (2012) de la classification de référence du Congrès ornithologique international.

## Liste alphabétique des genres
Selon la classification de référence (version 14.2, 2024) du Congrès ornithologique international :
- Basileuterus (12 espèces)
- Cardellina (5 espèces)
- Catharopeza (1 espèce)
- Geothlypis (15 espèces)
- Helmitheros (1 espèce)
- Leiothlypis (6 espèces)
- Leucopeza (1 espèce)
- Limnothlypis (1 espèce)
- Mniotilta (1 espèce)
- Myioborus (12 espèces)
- Myiothlypis (18 espèces)
- Oporornis (1 espèce)
- Oreothlypis (2 espèces)
- Parkesia (2 espèces)
- Protonotaria (1 espèce)
- Seiurus (1 espèce)
- Setophaga (37 espèces)
- Vermivora (3 espèces)

## Liste des espèces
D'après la classification de référence (version 5.2, 2015) du Congrès ornithologique international (ordre phylogénique) :

### Famille Parulidae
- (en) Congrès ornithologique international : Parulidae dans l'ordre Passeriformes
- (en) Tree of Life Web Project : Parulidae
- (fr) Oiseaux.net : Parulidae
- (en) UICN : taxon  Parulidae  (consulté le 6 janvier 2023)